# Nicolas Sehnawi
Nicolas Maurice Sehnawi, fr.: Nicolas Sehnaoui – libański ekonomista, inżynier i polityk, katolik-melchita, syn byłego ministra energii i wody Maurice'a Sehnawiego. Jest członkiem Wolnego Ruchu Patriotycznego, z którego listy startował w 2009 r. w wyborach do libańskiego parlamentu. 13 czerwca 2011 r. został mianowany ministrem telekomunikacji w drugim rządzie Nadżiba Mikatiego.